# Требужень
Требужень (рум. Trebujeni) — село в Оргіївському районі Молдови. Адміністративний центр однойменної комуни, до складу якої також входять села Бутучень та Моровая.

## Населення
За даними перепису населення 2004 року у селі проживали 1449 осіб.
Національний склад населення села:
| Національність       | Кількість осіб | Відсоток   |
| -------------------- | -------------- | ---------- |
| молдавани румуни     | 1417 9         | 97,8% 0,6% |
| українці             | 10             | 0,7%       |
| росіяни              | 7              | 0,5%       |
| гагаузи              | 1              | 0,1%       |
| болгари              | 1              | 0,1%       |
| інша / без відповіді | 4              | 0,3%       |
| Всього               | 1449           | 100%       |